# Olio di ricino idrogenato
L'olio di ricino idrogenato, in sigla dall'inglese HCO, è un grasso vegetale  prodotto con indurimento dell'olio di ricino. Si presenta come un grasso solido a temperatura ambiente, sotto forma di scaglie di consistenza e aspetto ceroso. In molti paesi è chiamato "cera di ricino" anche se è composto prevalentemente da gliceridi. 
All'olio di ricino idrogenato è stato attribuito nome INCI: HYDROGENATED CASTOR OIL e numero CAS: 8001-78-3 

## Produzione
L'HCO è derivato dall'olio di ricino, che ha la particolarità di essere composto da un percentuale relativamente alta di trigliceridi (97)  dove il glicerolo è esterificato quasi sempre da un solo acido grasso idrossilato, l'acido ricinoleico, che rappresenta l'85 - 90 % del totale di acidi grassi.
L'olio di ricino viene sottoposto a idrogenazione con un processo continuo o discontinuo. Nell'idrogenazione tipica l'olio viene riscaldato per ridurre la viscosità e i tempi di reazione e viene fatto reagire con idrogeno gassoso in un recipiente sotto pressione in presenza di nichel o di un altro catalizzatore metallico. I contaminanti metallici nel prodotto finito sono normalmente inferiori ai 5 ppm, 
È possibile ed in certi casi conveniente utilizzare anche l'idrogenazione per trasferimento dove come cessore di idrogeno si utilizza un composto organico che fungendo anche da solvente può consentire processi di idrogenazione a temperature e pressioni più basse.

## Caratteristiche chimico-fisiche
Le caratteristiche chimico fisiche del HCO variano conseguenza delle variazioni intrinseche della materia prima da cui viene ricavato e del processo di idrogenazione.
L'Indice di rifrazione a 60 °C varia in funzione del grado di insaturazione e del numero di iodio risultando più basso (≈1,453) rispetto a quello dell'olio non idrogenato (≈1,465).
Punto di fusione : 83-88 °C
Numero di iodio : ≤ 5
Numero di saponificazione : 176-182
Densità relativa a 20 °C: 0.97 g/cm³ 
Numero di ossidrile:  154-162
Acidità : ≤4
L'olio di ricino idrogenato è insolubile in acqua (50 µg/L a 20 °C - 100g/L a 200 °C) e nella maggior parte dei solventi organici, ma è solubile in solventi organici caldi come etere e cloroformio. Questa insolubilità è tra le buone qualità che rendono l'HCO prezioso per la formulazione dei lubrificanti, per l'industria meccanica, a causa della resistenza all'acqua e del mantenimento della sua lubrificazione. Potendo intervenire sulla polarità e angolo di contatto di derivati del HCO sono possibili utilizzi sia come rivestimenti protettivi, lubrificanti, idrorepellenti, nell'industria della carta, dei cosmetici, dei farmaci, delle vernici, sia come tensioattivi.

## Composizione
L'olio di ricino idrogenato è composto prevalentemente (oltre il 90%) da trigliceridi la maggioranza dei quali con 3 acili dell'acido 12-idrossistearico
| Concentrazione percentuale dei trigliceridi        | Concentrazione percentuale dei trigliceridi |
| -------------------------------------------------- | ------------------------------------------- |
| TRI(12-IDROSSISTEAROIL)-GLICEROLO                  | 57 - 70.0%                                  |
| DI(12-IDROSSISTEAROIL)-(12-OSSOSTEAROIL)-GLICEROLO | 14.0 %                                      |
| DI(12-IDROSSISTEAROIL)-PALMITOIL-GLICEROLO         | 2.0 %                                       |
| DI(12-IDROSSISTEAROIL)-STEAROIL-GLICEROLO          | 10.0 - 23.0 %                               |
| DI(12-IDROSSISTEAROIL)-ARACHIDOIL-GLICEROLO        | 2.0 %                                       |

| Concentrazione percentuale sul totale di acidi grassi | Concentrazione percentuale sul totale di acidi grassi | Concentrazione percentuale sul totale di acidi grassi |
| acido grasso                                          | Notazione delta                                       | % sul totale di acidi grassi                          |
| ----------------------------------------------------- | ----------------------------------------------------- | ----------------------------------------------------- |
| Acido palmitico                                       | 16:0                                                  | 2,0                                                   |
| Acido stearico                                        | 18:0                                                  | 7,0 -14,0                                             |
| Acido arachico                                        | 20:0                                                  | 0,11-1,35                                             |
| Acido beenico                                         | 22:0                                                  | 0,5                                                   |
| Acido 12-idrossistearico                              | 12-OH-18:0                                            | 78,0 -91,0                                            |
| Acido 12-ketostearico o 12-ossostearico               | 12-O-18:0                                             | 5,0                                                   |
| altri acidi grassi non specificati                    |                                                       | 0,6-1,5                                               |

## Utilizzo
L'olio di ricino utilizzato viene utilizzato come rivestimento lucidante, nei cosmetici, nei condensatori elettrici, nella carta carbone, nei grassi per lubrificazione dove è richiesta resistenza all'umidità. Contenendo tre gruppi ossidrile secondari può essere facilmente etossilato legando più molecole di glicole etilenico.È così substrato per la produzione di tensioattivi non ionici utilizzati nella cosmesi, nei farmaci e nell'industria alimentare.
Il più conosciuto ha nome INCI: PEG-40 HYDROGENATED CASTOR OIL